# 臌萼马先蒿
臌萼马先蒿（学名：Pedicularis physocalyx）为列当科马先蒿属的植物。分布在俄罗斯以及中国大陆的新疆等地，生长于海拔1,200米至1,800米的地区，目前尚未由人工引种栽培。